# Miejskie Przedsiębiorstwo Komunikacyjne w Brzesku
MPK Brzesko – publiczny przewoźnik komunikacji miejskiej w Brzesku. Prezesem jest Paweł Pabian.

## Linie
MPK Brzesko obsługuje 6 linii autobusowych. 
| Linia | Kierunek trasy autobusu | Liczba przystanków | Kierunek trasy autobusu | Liczba przystanków |
| ----- | ----------------------- | ------------------ | ----------------------- | ------------------ |
| 3     | Poręba Spytkowska       | 30                 | Brzesko                 | 27                 |
| 5     | Wokowice                | 31                 | Brzesko                 | 30                 |
| 7     | Bucze                   | 33                 | Brzesko                 | 33                 |
| 8     | Sterkowiec              | 22                 | Brzesko (Jasień)        | 24                 |
| 9     | Okocim                  | 20                 | Brzesko                 | 25                 |
| 10    | Jadowniki               | 23                 | Brzesko                 | 21                 |

### Linie zlikwidowane
| Linia | Kierunek trasy            | Kierunek trasy                                             |
| ----- | ------------------------- | ---------------------------------------------------------- |
| 0     | Brzesko                   | Tarnów                                                     |
| 1     | Dworzec PKP               | Browar                                                     |
| 2     | Jadowniki                 | Jasień                                                     |
| 4     | Brzesko (Brzesko Centrum) | Jasień Grądy (Brzesko Szpital) / (Brzesko Komenda Policji) |
| 6     | Brzesko                   | Bochnia                                                    |
| 11    | Brzesko                   | Przyborów (Borzęcin)                                       |
| 12    | Brzesko                   | Mokrzyska                                                  |

## Tabor[2]
| Typ                                                              | Wyposażenie                                                      | Numery taborowe                                                  | Eksploatacja od                                                  | Rok produkcji                                                    | Liczba pojazdów |
| ---------------------------------------------------------------- | ---------------------------------------------------------------- | ---------------------------------------------------------------- | ---------------------------------------------------------------- | ---------------------------------------------------------------- | --------------- |
| Autosan A1010M.08                                                |                                                                  | 01                                                               | 2012                                                             | 2002                                                             | 1               |
| Autosan H9-35                                                    |                                                                  | 05,06                                                            | 2003                                                             | 1988                                                             | 2               |
| Autosan A1010M                                                   |                                                                  | 02                                                               | 2012                                                             | 2001                                                             | 1               |
| MAN NMxx3                                                        | przewóz osób na wózkach                                          | 05,08,15                                                         | 2015                                                             | 2000                                                             | 3               |
| Mercedes-Benz 316 CDI                                            |                                                                  | 07                                                               | 2010                                                             | 2001                                                             | 1               |
| MAN NL202                                                        |                                                                  | 13                                                               | 2015                                                             | 1990                                                             | 1               |
| Mercedes-Benz O303-11R                                           |                                                                  |                                                                  | 2010                                                             | 1987                                                             | 1               |
| Wszystkie pojazdy                                                | Wszystkie pojazdy                                                | Wszystkie pojazdy                                                | Wszystkie pojazdy                                                | Wszystkie pojazdy                                                | 11              |
| Udział autobusów przystosowanych dla niepełnosprawnych we flocie | Udział autobusów przystosowanych dla niepełnosprawnych we flocie | Udział autobusów przystosowanych dla niepełnosprawnych we flocie | Udział autobusów przystosowanych dla niepełnosprawnych we flocie | Udział autobusów przystosowanych dla niepełnosprawnych we flocie | 36%             |

### Pojazdy wycofane z eksploatacji[2]
| Typ                      | Numery taborowe                      | Eksploatacja od   | Eksploatacja do   | Rok produkcji     | Liczba pojazdów |
| ------------------------ | ------------------------------------ | ----------------- | ----------------- | ----------------- | --------------- |
| Nysa M522                | 2                                    | -                 | -                 | -                 | 1               |
| Jelcz PR110              | 12,13,15, 16, 16, 130, 150, 169, 188 | 2002 - 2011       | 2008 - 2015       | 1987-1990         | 9               |
| Mercedes-Benz O303-11ÜHE | 08, 09, 10, 14                       | 2006              | 2016              | 1984 - 1985       | 4               |
| Jelcz 120M               | 07                                   | 2004              | 2007              | 1995              | 1               |
| Autosan H9-21            | 04                                   | 2002              | 2008              | 1988              | 1               |
| Mercedes-Benz O520       | 04                                   | 2009              | 2016              | 2000              | 1               |
| Mercedes-Benz O303-11R   |                                      | 2010              | 2020              | 1987              | 1               |
| Wszystkie pojazdy        | Wszystkie pojazdy                    | Wszystkie pojazdy | Wszystkie pojazdy | Wszystkie pojazdy | 18              |

Inne pojazdy będące w posiadaniu MPK Brzesko
- FSO Polonez Caro Plus - pogotowie techniczne